# 3091 van den Heuvel
A 3091 van den Heuvel (ideiglenes jelöléssel 6081 P-L) a Naprendszer kisbolygóövében található aszteroida. Cornelis Johannes van Houten,  Ingrid van Houten-Groeneveld,  Tom Gehrels fedezte fel 1960. szeptember 24-én.